# 赫沃羅斯強卡區
52°36′39″N 48°57′37″E / 52.61083°N 48.96028°E
赫沃羅斯強卡區（俄语：Хворостянский район），是俄羅斯的一個區，位於該國西南部，由薩馬拉州負責管轄，面積1,845平方公里，2010年人口16,302，人口密度每平方公里8.84人。